# Família Kennedy

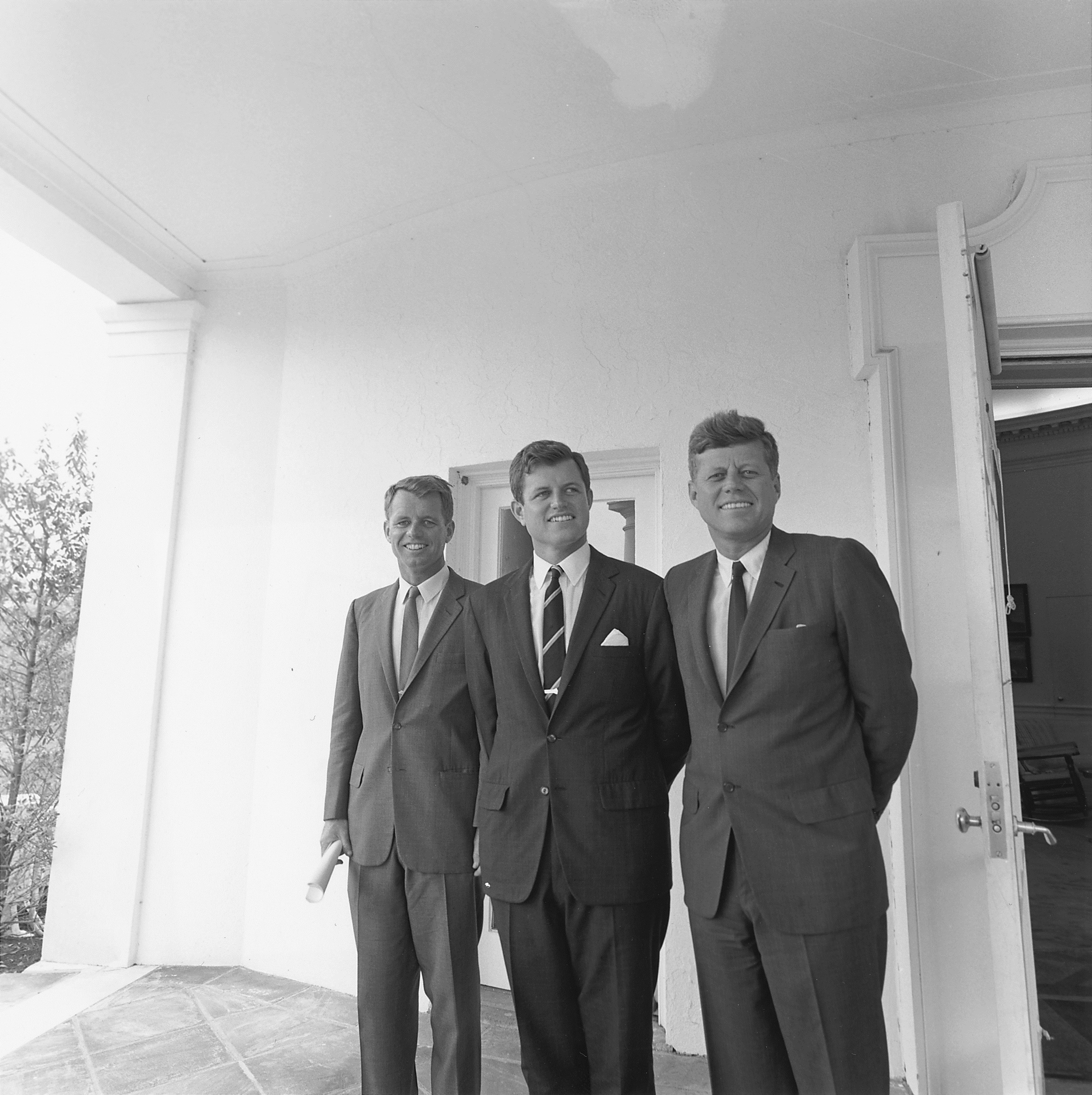
Els germans Robert, Edward i John

La família Kennedy és un prominent grup de germans alguns dels quals han destacat en la política i el govern dels Estats Units. Descendeixen del matrimoni de Joseph P. Kennedy i Rose Fitzgerald Kennedy. La família d'origen catòlic-irlandès, predominantment demòcrata, és coneguda pel seu liberalisme polític i per la quantitat de membres de la família que han mort en circumstàncies violentes o accidents. El Kennedy més conegut és el que fora President dels Estats Units, John F. Kennedy.

## Fills
- Joseph P. Kennedy, Jr. (1915-1944)
  - Mor pilotant un bombarder durant la Segona Guerra Mundial (1944).
- John Fitzgerald Kennedy (1917-1963)
  - Mor assassinat per un tret de rifle al cap mentre desfilava per Dallas. (1963)
- Rosemary Kennedy (1918-2005)
  - Neix amb una discapacitat mental, se li practica una lobotomia frontal que en comptes d'ajudar-la, la incapacita encara més. Passà gran part de la seva vida a una institució per a persones discapacitades. Mor als 86 anys. (2005)
- Kathleen Agnes Kennedy (1920-1948)
  - Mor en un accident d'avió, que es va estavellar als Alps francesos quan anava a visitar al seu germà John. (1948)

- Eunice Mary Kennedy (1921- 2009) 
  - Fundadora de Special Olympics, moviment esportiu que busca la integració de les persones amb discapacitat intel·lectual per a ajudar la seva germana Rosemary a tenir una millor qualitat de vida. Va morir l'11 d'agost del 2009, després de patir un vessament cerebral.
- Patrícia Kennedy (1924-2006)
  - Casada el 1954 amb l'actor Peter Lawford, del qual se separaria el 1966. Mor als 82 anys a la seva casa de Nova York.
- Robert Francis Kennedy (1925-1968)
  - Mort assassinat per repetits trets a l'hotel Ambassador de Los Angeles, minuts després de guanyar les eleccions primàries de Califòrnia.
- Jean Ann Kennedy (1928-2020) Activista, humanitària i autora que va exercir com ambaixadora dels Estats Units a Irlanda des de 1993 fins a 1998.
- Edward Moore Kennedy (1932 - 2009)
  - Senador per Massatchussets dels Estats Units, va morir d'un tumor cerebral el 25 d'agost de 2009.